# Jakow Jakowlewitsch Gakkel
Jakow Jakowlewitsch Gakkel (russisch Яков Яковлевич Гаккель; * 5. Julijul. / 18. Juli 1901greg. in Sankt Petersburg; † 30. Dezember 1965 ebenda) war ein sowjetischer Ozeanograph. Er war seit 1938 Kandidat, seit 1950 Doktor und schließlich seit 1953 Professor der geographischen Wissenschaften.

## Leben und Wirken
Gakkel war Sohn des Konstrukteurs Jakow Modestowitsch Gakkel und der Olga Glebowna Gakkel, geborene Uspenskaja. Seine Schwester war Jekaterina Jakowlewna Gakkel (1903–1984), eine der ersten Professorinnen der Sowjetunion. Gakkel besuchte ab 1921 das Geographische Institut der Universität Petrograd bzw. ab 1925 die Geographische Fakultät der Universität Leningrad. Bereits während dieser Zeit unternahm Gakkel seine ersten Expeditionen. Ihn führten 1924 limnologische Forschungen nach Karelien und 1925  geomorphologische Studien nach Jakutien. In den Wintern dieser Jahre führten ihn Studien zum Meereis auch auf den Finnischen Meerbusen.
Ab 1932 arbeitete er für das Arktische Institut in Leningrad, an dem er bis zu seinem Tode blieb. Hier war er in vielfältige Aufgabenbereichen des Instituts eingebunden. So beschäftigte er sich besonders mit der Ozeanographie, aber auch mit Studien zum Meereis, mit Navigationsproblemen, Geomagnetismus und Geomorphologie sowie mit der Geschichte der Expeditionen. Er war der Reihe nach Leiter unterschiedlicher Abteilungen, zuletzt der Abteilung für Geographie und Expeditionsgeschichte. 1941/42 war er Stellvertretender Direktor des Arktischen Instituts.
Während seiner Arbeit am Arktischen Institut nahm er – häufig auch als Leiter – an insgesamt 21 Expeditionen teil, einschließlich der bekannten Expeditionen auf der Alexander Sibirjakow (1932) und der Tscheljuskin (1934).
1948 brachte er die Idee vor, das Zentralarktische Becken mittels treibender Stationen zu erkunden. Diese Arbeit ermöglichte die Entdeckung des Lomonossow-Rückens.
Die Daten, die größtenteils auf diesen treibenden Stationen basierten, dienten Gakkel zur Schaffung der ersten bathymetrischen Karte des Nordpolarmeeres.

## Werke
- Научные результаты работ экспедиции на «Челюскине» и в лагере Шмидта. Leningrad 1938 (Mitautor und Herausgeber, 2 Bände).
- За четверть века: обзор деятельности Арктического института Главсевморпути за 25 лет (с 1920 по 1945 год). Moskau / Leningrad 1945.
- Наука и освоение Арктики (К сорокалетию советских исследований). Leningrad 1957.

## Ehrungen
1966 wurde der Gakkelrücken, ein mittelozeanischer Rücken im Arktischen Ozean, nach ihm benannt. Zudem ist er Namensgeber für den Nunatak Gora Gakkelja in der Antarktis.